# Monarch Mill
Monarch Mill és una concentració de població designada pel cens dels Estats Units a l'estat de Carolina del Sud. Segons el cens del 2000 tenia 1.930 habitants.

## Demografia
Segons el cens del 2000, Monarch Mill tenia 1.930 habitants, 796 habitatges i 580 famílies. La densitat de població era de 132,6 habitants/km².
Dels 796 habitatges en un 28,1% hi vivien nens de menys de 18 anys, en un 51,5% hi vivien parelles casades, en un 16% dones solteres, i en un 27,1% no eren unitats familiars. En el 24,7% dels habitatges hi vivien persones soles el 10,1% de les quals corresponia a persones de 65 anys o més que vivien soles. El nombre mitjà de persones vivint en cada habitatge era de 2,42 i el nombre mitjà de persones que vivien en cada família era de 2,84.
Per edats la població es repartia de la següent manera: un 22,7% tenia menys de 18 anys, un 8,1% entre 18 i 24, un 28,3% entre 25 i 44, un 25% de 45 a 60 i un 16% 65 anys o més.
L'edat mediana era de 39 anys. Per cada 100 dones de 18 o més anys hi havia 93,8 homes.
La renda mediana per habitatge era de 30.625 $ i la renda mediana per família de 35.417 $. Els homes tenien una renda mediana de 25.217 $ mentre que les dones 18.958 $. La renda per capita de la població era de 15.953 $. Entorn del 7,6% de les famílies i el 9,5% de la població estaven per davall del llindar de pobresa.

## Poblacions més properes
El següent diagrama mostra les poblacions més properes.